# جيم جيرمان
جيم جيرمان (بالإنجليزية: Jim German)‏ هو لاعب كرة قدم أمريكية أمريكي، ولد في 6 نوفمبر 1917 في لويفيل في الولايات المتحدة، وتوفي في 8 أغسطس 1945.